# Џулфински рејон
Џулфински рејон (азер. Culfa rayonu), једна је од 78 административно-територијалних јединица Азербејџана и једна од 8 територијалних јединица Нахичеванске АР. Административни центар рејона се налази у граду Џулфа. 
Џулфински рејон обухвата површину од 1.000 km² и има 37.918 становника (подаци из 2005). 
Административно, рејон се даље дели у 25 мањих општина.